# 1729 год в науке
В 1729 году в области науки произошли некоторые события, представленные ниже

## События
- Шарль Франсуа Дюфе открыл два рода электрического заряда.
- Витус Беринг обогнул Камчатку с юга, выявив Камчатский залив и Авачинскую губу.

## Родились
- 11 апреля — Иоаким Стулич,  хорватский лексикограф.

## Скончались
- 31 января — Якоб Роггевен, голландский мореплаватель.
- 11 февраля — Джованни Джероламо, итальянский учёный-натуралист.
- 7 августа — Томас Ньюкомен, английский изобретатель.
- 1 декабря — Жак Филипп Маральди, французский астроном и математик.